# Parapholidoptera karabagi
Parapholidoptera karabagi är en insektsart som beskrevs av Demirsoy 1974. Parapholidoptera karabagi ingår i släktet Parapholidoptera och familjen vårtbitare. Inga underarter finns listade i Catalogue of Life.